# Terento

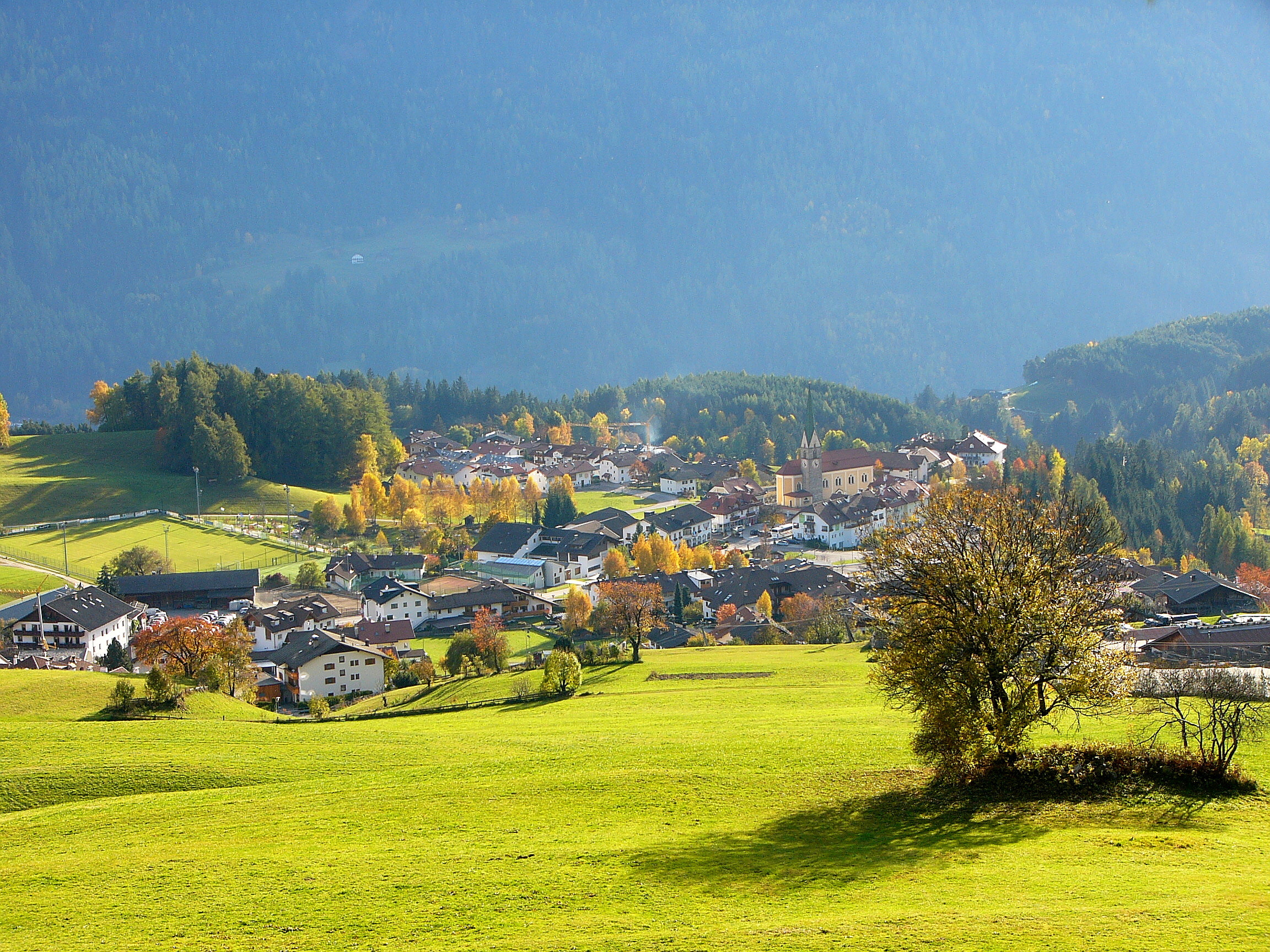
Vista de Terento

Terento es una comune italiana de la provincia autónoma de Bolzano, en Trentino-Alto Adigio. Tiene una población estimada, a fines de agosto de 2021, de 1795 habitantes.
Según el censo de 2011, el 99,40% de la población son hablantes nativos de alemán.

## Evolución demográfica
| Gráfica de evolución demográfica de Terento entre 1861 y 2021 |
|                                                               |
| Fuente ISTAT - elaboración gráfica de Wikipedia               |